# Reggie Williams (ur. 1986)
Reginald Leon "Reggie" Williams II (ur. 14 września 1986 w Prince George) – amerykański koszykarz, występujący na pozycji skrzydłowego, aktualnie zawodnik Science City Jena.
10 grudnia 2016 został zawodnikiem New Orleans Pelicans. 3 stycznia 2017 roku podpisał umowę z zespołem D-League – Oklahoma City Blue. 25 lutego 2017 zawarł 10-dniowy kontrakt z New Orleans Pelicans. 7 marca został pozyskany przez Oklahoma City Blue.
23 stycznia 2019 został zawodnikiem niemieckiego Science City Jena.

## Osiągnięcia
Stan na 18 sierpnia 2019, na podstawie, o ile nie zaznaczono inaczej.
NCAA
- 2-krotny lider strzelców NCAA (2007, 2008)[6]
- Zaliczony do:
  - I składu:
    - Big South (2007, 2008)
    - pierwszoroczniaków Big South (2005)
    - turnieju:
      - konferencji Big South (2007)
      - Portsmouth Invitational Tournament (2008)

  - II składu Big South (2006)

D-League
- Zaliczony do:
  - I składu NBA D-League (2010)
  - składu NBA D-League Showcase Honorable Mention Team (2015)
- Uczestnik meczu gwiazd D-League (2010, 2017)[7]
- 2-krotny zawodnik tygodnia D-League (28.12.2009, 03.03.2014)
- Zawodnik miesiąca D-League (luty 2010)
- Lider D-League w skuteczności rzutów za 3 punkty (2015)

Reprezentacja
- Mistrz Ameryki (2017)